# Huzenbacher See
Der Huzenbacher See ist ein Karsee im Nordschwarzwald. Er liegt im Gemeindegebiet von Baiersbronn rund sieben Kilometer nördlich des Ortszentrums auf 747 m Höhe im Nationalpark Schwarzwald. Das Gewässer ist sagenumwoben und weist als Besonderheit einen großen Bestand der Gelben Teichrose auf, deren Blüte von Juni bis Ende Juli zu beobachten ist.
Der See entstand vor ca. 25.000 bis 30.000 Jahren. Seit dem 18. Jahrhundert wurde er als Schwallwasser genutzt. 1895 wurde am Seeausgang ein Wehr errichtet, um den Wasserstand besser regulieren zu können. Dadurch wurde der See um etwa zwei Meter angehoben und weist nun eine Tiefe von sieben bis acht Meter auf. Durch die Erhöhung des Wasserspiegels wurde das bisherige ufernahe Gelände vom Grund gelöst und aufgeschwemmt, was noch heute als Geflecht von Moosen, Wurzeln und jungen Bäumen einen Teil der Seeoberfläche bedeckt. Ein ähnliches Phänomen ist auch beim Nonnenmattweiher und Kleinen Arbersee zu finden.
An der Nacht zum 1. Juli 2012 richtete ein Sturm schwere Schäden im Waldbezirk Baiersbronn an; dabei wurde auch der Wald am Ostufer des Huzenbacher Sees vernichtet.